# Groot (Metejoor)
Groot is een nummer van de Belgische zanger Metejoor. Het nummer werd uitgebracht in mei 2024, als zesde single van zijn tweede album Joris. Het nummer behaalde de twaalfde plaats in de Vlaamse Ultratop 50, en stond ook een weekje bovenaan de Vlaamse Ultratop 30.

## Hitlijsten

### Ultratop 50 Vlaanderen
| Nummer | 12 | 20 | 25 | 24 | 21 | 26 | 23 | 21 | 22 | 20 | 18 | 21 | 16 | 20 |
| Week   | 15 | 16 | 17 | 18 | 19 | 20 | 21 | 22 | 23 | 24 | 25 |    |    |    |
| Nummer | 25 | 27 | 21 | 25 | 25 | 29 | 38 |    |    |    |    |    |    |    |